# ISO映像
ISO映像是一种光盘的檔案，是磁盘映像的类型之一，数据由一张光盘的每个扇区组成，这包括光盘的文件系统。ISO映像文件通常采用文件扩展名.iso。名称ISO取自用于CD-ROM介质的ISO 9660文件系统，但ISO映像也可包含DVD和蓝光光盘使用的UDF（ISO/IEC 13346）文件系统。
ISO映像可以使用三种方式创建：使用磁盘映像软件从光盘创建，使用光盘制作软件从一系列文件创建，从另一个磁盘映像文件转换而成。在可引导光盘上分发的软件很多都有可下载的ISO映像格式，并且类似的ISO映像大多可以写入光盘（例如CD或DVD）中。

## 描述
实际上，不存在对ISO映像文件的标准定义。ISO光盘映像是未压缩的，并且不使用某种容器格式；它只是逐个复制一张光盘上的数据扇区，然后存储在一个二进制文件中。ISO映像预期包含光学媒体的文件系统（通常是ISO 9660及其扩展，或者UDF），复制了存储在光盘上文件的二进制数据。ISO映像内的数据结构与光盘创建时使用的文件系统相同。
ISO文件只存储光盘上各扇区的用户数据，会忽略控制头和错误纠正数据，因此略小于光盘介质的原始映像。因为光盘上每个逻辑扇区的用户数据是2,048字节，ISO映像的大小会以2,048字节为基础单位。
此类光盘映像最常用的文件扩展名就是.iso。某些ISO映像文件会使用.img扩展名，例如出自微软DreamSpark的映像；但IMG文件也使用.img扩展名，并往往有略显不同的内容。.udf扩展名有时也被使用，以表明此ISO映像是采用UDF而非ISO 9660文件系统。
任何单轨CD-ROM、DVD或蓝光光盘都可以存档为ISO格式，制成原始介质的数字副本。与物理光盘不同，映像可以被传输到任何数据链路或可移动存储设备。ISO映像可以被很多文件存档软件打开，各操作系统也有一些对ISO映像的原生支持。
混合光盘格式有着被不同设备、操作系统或硬件读取的能力。一个例子是，Microsoft Windows和Macintosh支持单个磁盘映像的安装盘（包含多个文件系统）。
ISO可以被适当的驱动程序软件“挂载”，即操作系统将其模拟和对待成一个物理光盘。包括GNU/Linux和Mac OS X等大多数类Unix操作系统提供内置功能来挂载ISO，Windows 8及之后发布的Windows操作系统也提供了此功能。其他软件还可安装驱动程序到操作系统以达到相同目的。
因为没有标准定义ISO光盘映像的文件格式，名词“ISO映像”有时会指任何光盘映像文件，而不限于其所用格式。

## 限制
一个CD可以有多个轨道，其中可以包含计算机数据、音频或视频，诸如ISO 9660等文件系统存储在这些轨道内。由于ISO映像预期包含文件系统及其内容的二进制副本，ISO映像内部没有“轨道”的概念，因此一条轨道就是一个ISO映像内容的容器。这意味着多轨的CD光盘不能存储在单个ISO映像中；大多数情况下，一个ISO映像将包含多个轨道之一的数据，并且只有一份数据，如果它是在一个标准文件系统中存储为一个文件。
这也意味着，通常以多个音轨组成的音频CD不能存储在一个ISO映像中。此外，即便一张音频CD可以存储在一个ISO映像中，这些音轨也不包含文件系统，它们只是一个连续的已编码音频数据流。这些音频存储在2352字节的扇区中，而不是存储在一个文件系统的文件中；对它的处理方式是音轨编号、索引位置和CD时间编码，而这些信息被编码存储在CD音乐光盘每个区段的lead-in中。
VCD和超级VCD需要一张CD上的至少两个轨道，因此也不可能存储在一个ISO映像文件中。
诸如CUE/BIN、CCD/IMG和MDS/MDF格式可以存储多轨道光盘映像，包括音频CD。这些格式会存储计算机光盘的原始映像，包括所有轨道的信息，并有一个协同文件来描述多个轨道和每个轨道的特性。这也使光盘烧录工具能正确取得在新光盘上烧录的所有必需信息。对于音频CD，用户也可将音频数据转换为未压缩的音频文件（如WAV或AIFF格式），并可以选择保留元数据（见CD翻录）。
大多数软件可以将ISO映像中的数据写入硬盘或可录制介质（CD、DVD或蓝光光盘），但将ISO磁盘映像写入闪存盘却时常不能。此限制更多是因为软件工具的能力所限，而不是格式本身的问题。但从2011年开始，各种软件已可以写入原始（RAW）映像文件到USB闪存盘。